# Recommandation W3C
Une recommandation du W3C est l'étape finale d'un processus de ratification du groupe de travail du World Wide Web Consortium (W3C) concernant un standard technique. Cette dénomination signifie que le document a été soumis à une revue publique et aux membres de l'organisation W3C. Son but est de standardiser la technologie web. C'est l'équivalent d'un standard technique publié par d'autres industries.

## Niveaux de maturité
D'après le document des procédures du W3C, une Recommandation évolue à travers différents niveaux de maturité.

### Brouillon de travail -Working Draft (WD)
Au niveau du Brouillon de travail Working Draft (WD), le standard est publié pour une revue par "la communauté". Il s'agit de la première forme du standard) à être publique et disponible. Il peut être commenté mais aucune garantie n'est apportée quant à la prise en compte de ces commentaires.
À cette étape, le document de normalisation peut avoir des différences significatives avec sa version finale. Un logiciel se conformant à ce standard préliminaire devra donc par la suite être modifié pour se conformer au standard définitif.

### Recommandation candidate -Candidate Recommendation (CR)
Une recommandation candidate est une version du standard plus ferme que le Working Draft (WD). À cette étape, le groupe de travail responsable de ce standard considère que le standard fait ce qu'il doit faire. Le but de la recommandation candidate est de tester la faisabilité de sa mise en œuvre.
Le document de standard peut encore changer, mais à cette étape, les fonctionnalités principales sont figées. La conception de ces fonctionnalités peut encore changer en fonction des retours liés à sa mise en œuvre dans des logiciels.

### Recommandation proposée -Proposed Recommendation (PR)
Une recommandation proposée est une version du standard ultérieure. Les retours sur ce standard ont été disponibles, et le standard a pu être mis en œuvre. À cette étape, le document a été soumis au W3C Advisory Council pour approbation définitive.
Alors que cette étape est d'importance, il est rare qu'elle induise un changement significatif du standard lors du passage à l'étape d'après.

### Recommandation W3C (REC) -W3C Recommendation (REC)
Il s'agit de l'étape la plus aboutie du développement. À cette étape, le standard a bénéficié d'une revue et de tests extensifs, sur des considérations à la fois théoriques et pratiques. À partir de là, le standard est soutenu par le W3C comme un standard pouvant être largement déployé dans son domaine.

### Révisions suivantes
Une recommandation peut être mise à jour avec des Errata publiés séparément avant qu'une nouvelle édition de la recommandation ne soit produite (ainsi XML est maintenant à sa cinquième édition). Le W3C publie également différents types de notes informatives qui n'ont pas pour but d'être traitées comme des standards.

## Suggestions
Au cours de son travail, le Consortium peut mettre à disposition, des idées ou des commentaires du personnel du W3C, des membres ou bien du grand public. Cette information peut être libéré, à la discrétion du directeur du W3C, en tant que "NOTE" (traduit en français, suggestion).

## Maturité des recommandations
Voici quelques-unes des recommandations du W3C :